# Camptostemon schultzii
Camptostemon schultzii là một loài thực vật có hoa trong họ Cẩm quỳ. Loài này được Mast. mô tả khoa học đầu tiên năm 1872.